# Linea T3 (rete tranviaria di Istanbul)
La linea T3, ufficialmente denominata Linea T3 (Kadıköy - Moda) circolare del Tram nostalgico (in turco T3 (Kadıköy - Moda) Nostaljik Ring Tramvay Hattı) è una linea circolare di tram facente parte della rete tranviaria di Istanbul, in Turchia. Il tram nostalgico, che percorre una linea ad anello lunga 2,6 chilometri, parte da Kadıköy Meydani, procede per un tratto sulla corsia centrale riservata ai bus e passa per Bahariye tornando a Kadıköy via Moda Caddesi. Oltre ai mezzi pubblici, la linea del tram, utilizzata anche per scopi turistici, trasporta in media 2.500 passeggeri al giorno. La linea serve 11 stazioni, tutte a livello. Il tram passa ogni 10 minuti durante le ore di punta, cioè tra le 07:00 e le 21:00 nei giorni feriali.

## Informazioni generali
La linea segue quasi lo stesso percorso del dismesso tram 20, che passava in questa zona. Essa è entrata in servizio il 1 novembre 2003, dopo lunghi lavori stradali. Per essa vengono utilizzati tram stradali di seconda mano modello Gotha Gothawagen acquistati dalla Germania. I veicoli, noti anche come tram nostalgici, vengono utilizzati sia per scopi turistici che per soddisfare le esigenze di trasporto dei residenti dei quartieri di Moda e Kadıköy. Sulla linea T3, lunga 2600 metri e dotata di 11 stazioni, operano un totale di 8 tram. Nei momenti di punta della giornata, alcuni di questi possono avere due vagoni.

## Stazioni e loro Caratteristiche
- Kadıköy İDO: in un punto molto vicino al molo di Kadıköy, l'impianto di trattamento delle acque reflue si trova nell'area tra il quartier generale della polizia centrale di Kadıköy İskele e Haydarpaşa Rıhtım Caddesi.
- Iskele Camii: si trova in Colonel Faik Sözdener sokak. Prende il nome dalla storica Moschea di İskele situata accanto ad essa. I punti importanti attorno a questa stazione sono le stazioni degli autobus IETT di Kadıköy, il centro operativo IETT di Kadıköy, il comune di Kadıköy e la filiale di Kadıköy delle PTT.
- Çarşı: si trova in Söğütlüçeşme Sokak. Si trova in un punto trafficato con negozi e luoghi per lo shopping, che è il luogo più vivace di Kadıköy. I punti d'interesse intorno presso questa stazione sono la chiesa greco-ortodossa di Aya Efimya, l'edificio per uffici Kadıköy Palaş, la moschea di Osmanağa e il Çarşı Hamam.
- Altiyol: si trova all'incrocio dei due rami di Söğütlüçeşme sokak, Kuşdili sokak, Asım Gündüz sokak, Çilek sokak e Mürver Çiçeği sokak, e che è conosciuta popolarmente come Altıyol. I punti importanti intorno a questa stazione sono la chiesa armena di Surp Levon e l'Honor Bazaar.
- Bahariye: si trova in Asım Gündüz sokak. I punti d'interesse attorno a questa stazione sono l'opera di Süreyya, il cinema Hollywood, il Cinema Moda e Süreyyapaşa Cathodepark.
- Kilise: si trova in  Asım Gündüz sokak. Prende il nome dalla chiesa greco-ortodossa di Aya Triada situata accanto ad essa. I punti importanti intorno a questa stazione sono la chiesa greco-ortodossa di Aya Triada, i blocchi A e B del tribunale di Kadıköy, la scuola elementare di Bahariye e la direzione dell'istruzione nazionale del distretto di Kadıköy.
- Moda  İlkokulu: si trova in Şair Nefi Sokak. Prende il nome dalla Scuola Elementare di Moda che si trova accanto. I punti importanti attorno a questa stazione sono la scuola elementare di Moda, il Parco Mehmet Ayvalitaş, il liceo Anadolu di Kadıköy e il liceo francese di Saint-Joseph. Inoltre, dopo essere scesi a questa stazione, si può seguire Şair Nefi Sokak verso sud per raggiungere la Casa Museo di Barış Manço e poi la spiaggia di Moda.
- Moda Caddesi: Si trova in una zona vicina al punto in cui Cem sokak incrocia Moda sokak. I punti importanti attorno a questa stazione sono la Chiesa cattolica francese, la scuola vocazionale Anadolu di Kadıköy e la Clinica medica di Moda.
- Rızapaşa: una stazione che è stata aggiunta successivamente. Si trova in Rızapaşa sokak.
- Mühürdar: si trova in un'area vicina al punto in cui Rızapaşa sokak incrocia Mühürdar sokak. Uno dei punti importanti attorno a questa stazione è il liceo privato Aramyan Uncuyan.
- Damga Sokak: è l'ultima stazione attraversata dai tram che circolano sulla linea prima di tornare alla stazione di partenza. Uno dei punti importanti intorno a questa stazione è la filiale di İSKİ Kadıköy. Accanto a questa stazione si trova anche il magazzino di manutenzione-riparazione e sistemazione dei tram che circolano sulla linea.